# Wilhelm o Białych Dłoniach
Wilhelm o Białych Dłoniach (fr. Guillaume aux Blanches Mains, ur. 1135 w Brosse, zm. 7 września 1202), najmłodszy syn Tybalda II, hrabiego Szampanii, i Matyldy, córki Engelberta II z Karyntii. Miał trzech starszych braci – Henryka, hrabiego Szampanii, Tybalda, hrabiego Blois, i Stefana I, hrabiego Sancerre.

## Życiorys
Jako najmłodszy z rodzeństwa Wilhelm został przeznaczony do kariery duchownej. Z tego względu nie uczestniczył w podziale ojcowizny po śmierci Tybalda II w 1152 r. W 1169 r. został arcybiskupem Sens. W 1176 r. został arcybiskupem Reims. Jako pierwszy z arcybiskupów był parem Francji. W 1179 r. koronował swojego siostrzeńca, Filipa II, na króla Francji.
W marcu 1179 papież Aleksander III mianował go kardynałem prezbiterem Santa Sabina. Sygnował bulle papieskie między 8 kwietnia 1179 a 1 stycznia 1202. Od 1190 roku był protoprezbiterem Świętego Kolegium.